# Arctocephalus australis australis
El lobo marino de dos pelos sudamericano (Arctophoca australis australis) es una de las dos subespecies en que se divide la especie Arctophoca australis, que integra el género Arctophoca de la familia de los otáridos. Habita de manera endémica las costas marinas de la mitad sur de América del Sur, y las islas de la plataforma continental inmediata, por ejemplo las islas Malvinas.

## Nombres vulgares
Arctophoca australis australis es conocido con diferentes nombres incluyendo:
- Lobo fino sudamericano, lobo fino patagónico, lobo marino peletero sudamericano: obviamente fino y peletero aluden a la calidad de la piel del animal, muy apreciada en épocas en que su captura estaba generalizada.
- Lobo marino de dos pelos sudamericano: no se refiere a que sólo cuenta con "dos pelos", sino a que este animal posee dos tipos o capas de pelo, la más externa está compuesta por pelos gruesos, largos, y brillantes; la más interna en cambio, es de pelos más lanosos, densos, y delgados, los que le brindan un mayor aislamiento de las frías aguas.
- Oso marino sudamericano: menos común, pero con varios registros toponímicos.

## Distribución
Esta subespecie es un endemismo reproductivo de las islas y costas de la mitad sur de América del Sur, donde habita desde el sur de Chile, Uruguay, el sur de Brasil y la Argentina continental, además de las islas sobre la plataforma continental inmediata, por ejemplo en las Malvinas. 
Argentina
En la Argentina se distribuye en las aguas de las provincias de: Buenos Aires, Chubut, Río Negro, Santa Cruz, y Tierra del Fuego Antártida e Islas del Atlántico Sur. Además, ejemplares juveniles provenientes de las cercanas colonias uruguayas suelen llegar a las costas de la Ciudad Autónoma de Buenos Aires e islas deltaicas del extremo sudeste de Entre Ríos. En la Argentina continental, a lo largo de la costa, se cuentan 19 colonias reproductivas, mayormente en islas. 
En las islas Malvinas se suman otras 10. 
Brasil
En Brasil se distribuye en las aguas de los estados de: Paraná, Río de Janeiro, Río Grande del Sur, Santa Catarina, y São Paulo, aunque no tendría apostaderos de cría permanentes.
Chile
En Chile es posible observarlo en todas las costas e islas desde la latitud 43°S hacia el sur hasta el extremo austral continental, Sus colonias se concentran en la Región de Magallanes y de la Antártica Chilena. También se lo ha reportado en el archipiélago Juan Fernández, como vagante. 
Uruguay

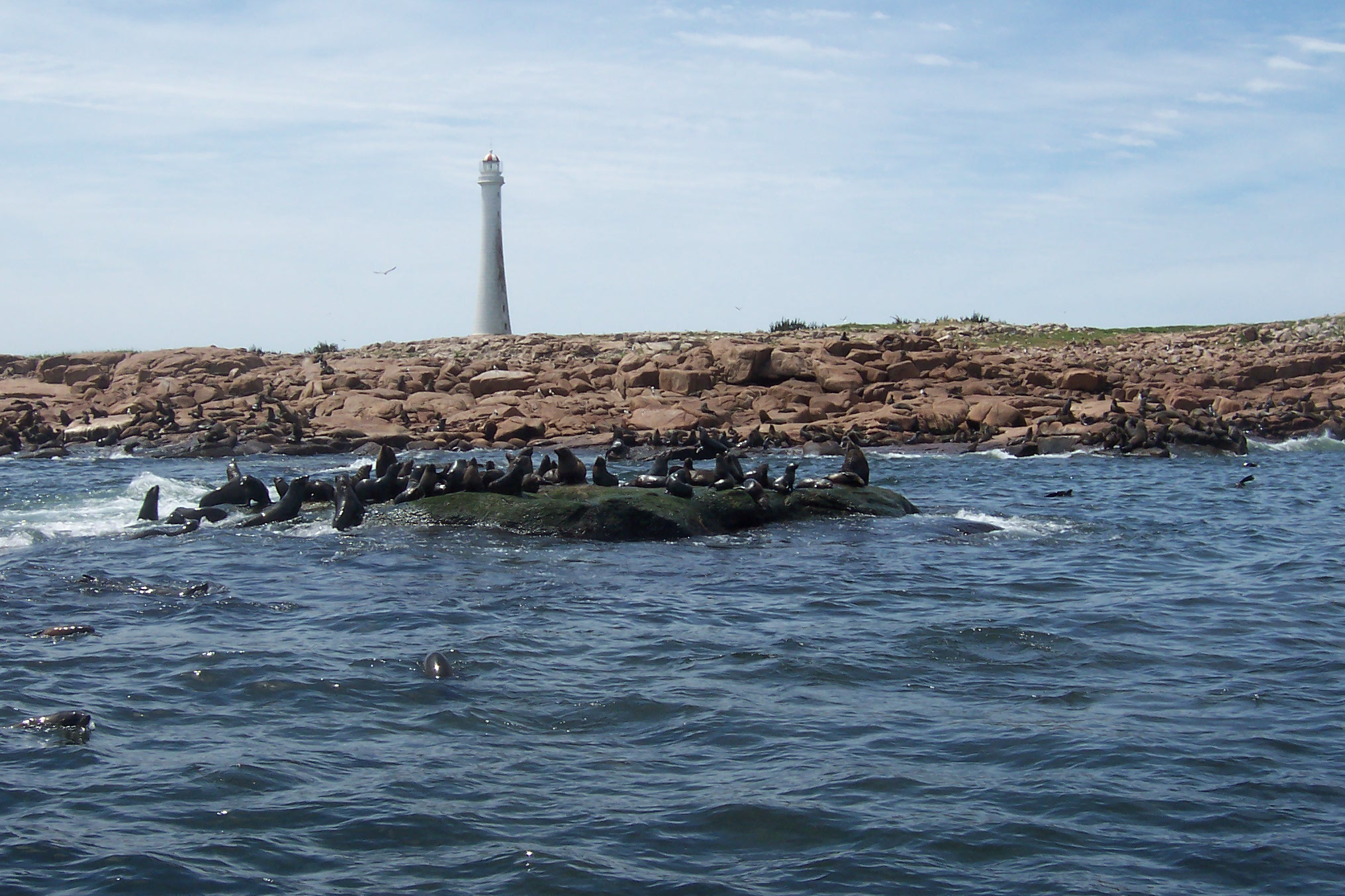
Ejemplares de la colonia reproductiva de la isla de Lobos, frente a las costas de Punta del Este, Uruguay.

En el Uruguay se encuentra la mayor población de este taxón, concentrándose en algunas islas del litoral marítimo uruguayo. Se mantienen en las islas todo el año, lo que quiere decir que no son migrantes regulares. En la isla de Marco se sitúa la colonia más septentrional del lado del Atlántico.

## Ecología y hábitos

### Hábitat

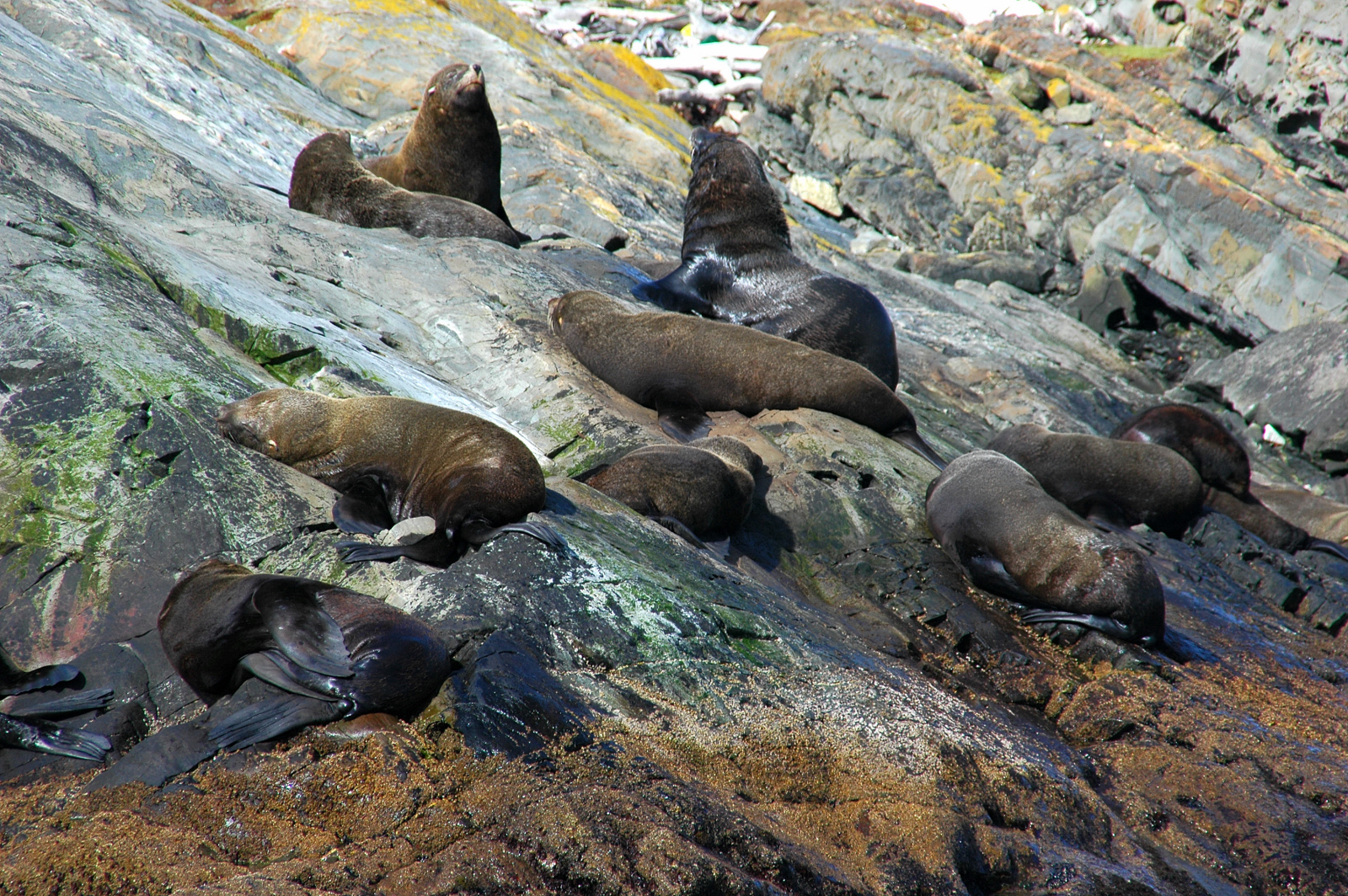
Ejemplares de esta subespecie en el canal de Beagle, frente a Ushuaia.

Arctophoca australis australis convive sólo con otra especie de otárido: el lobo marino de un pelo. Mientras que este último prefiere reproducirse en playas de arena o canto rodado, o microáreas costeras llanas, A. a. australis prefiere las costas e islas de superficie accidentada, a menudo de difícil acceso para los humanos, continuamente golpeadas por el oleaje marino, como ser promontorios rocosos, y cornisas de acantilados, pudiendo treparlos ágilmente hasta notable altura, hábito que no acostumbra a hacer el lobo de un pelo. No efectúa migraciones estacionales, frecuentando los mismos apostaderos todo el año.

### Predadores y alimentación
Predadores

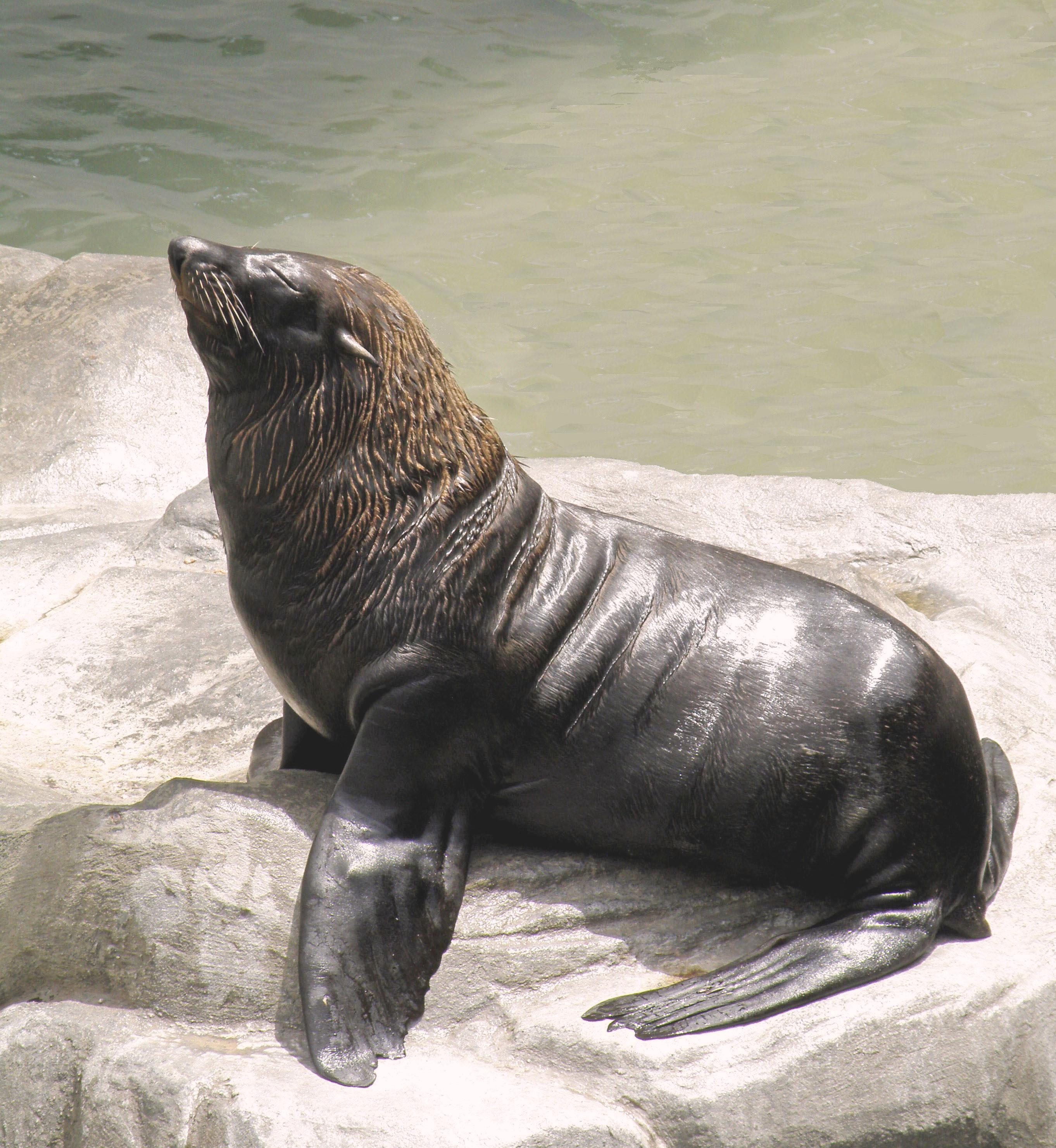
Ejemplar macho adulto de lobo marino de dos pelos sudamericano (Arctophoca australis australis).

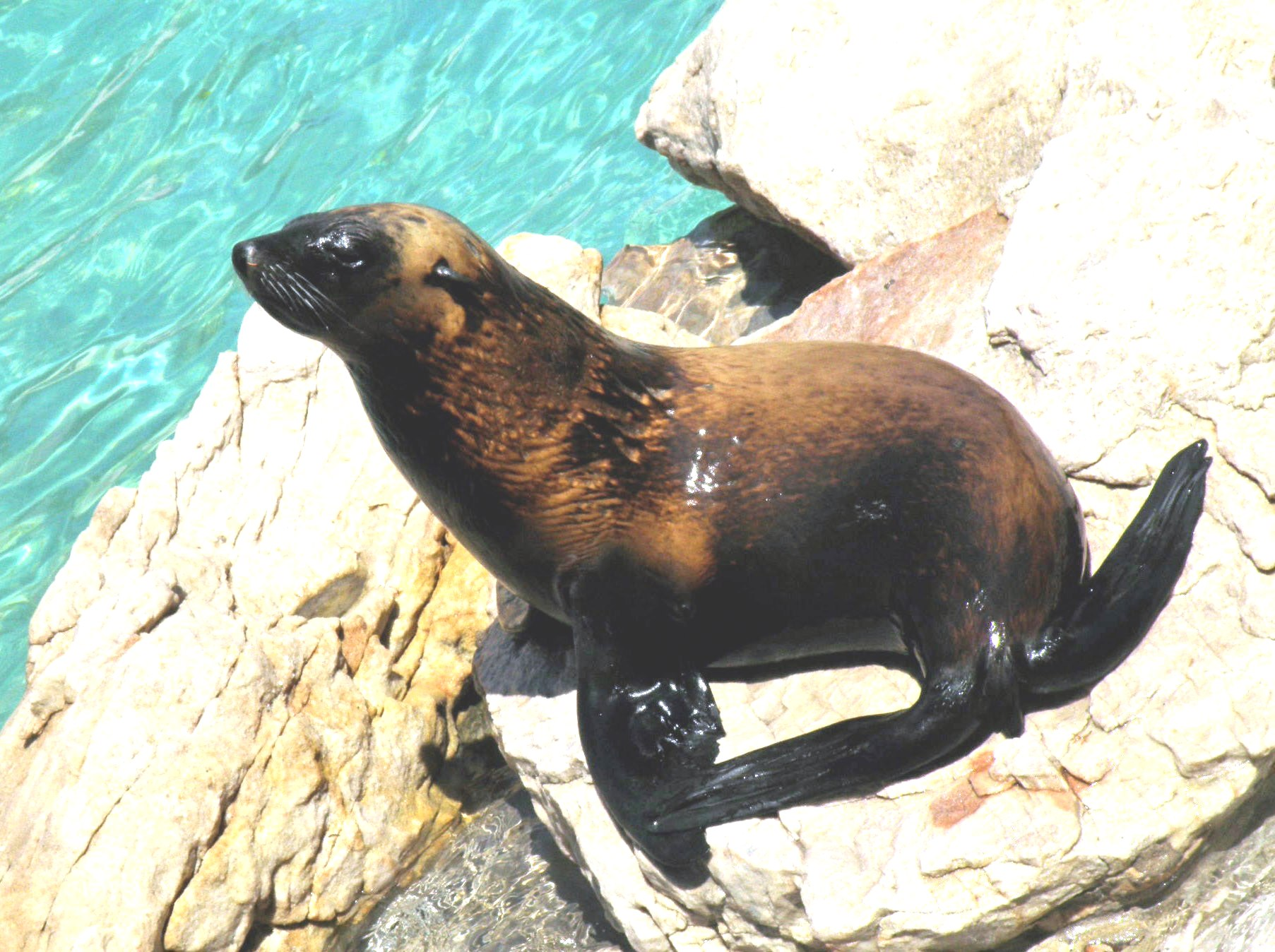
Ejemplar hembra adulta de lobo marino de dos pelos sudamericano (Arctophoca australis australis).

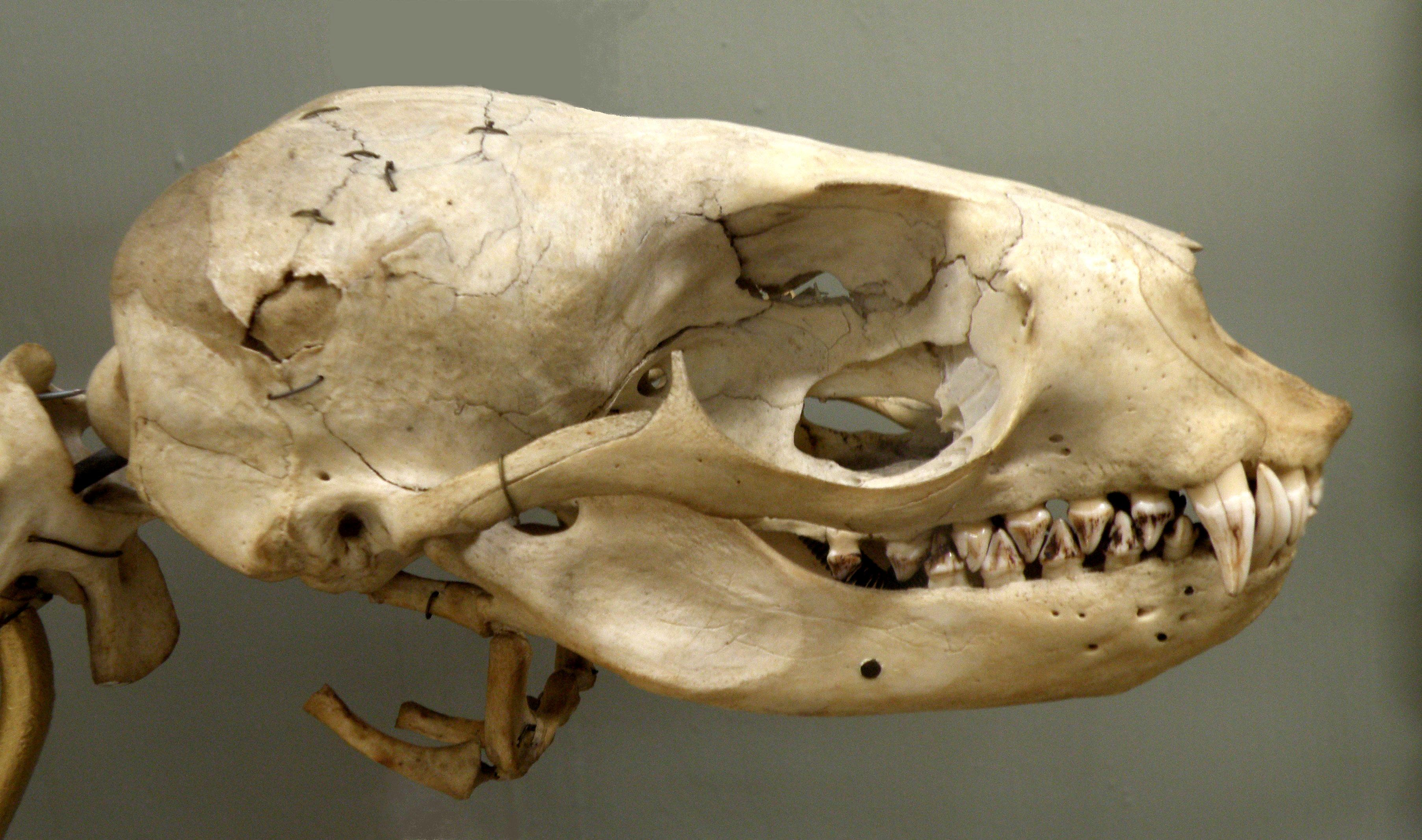
Cráneo de un ejemplar de lobo marino de dos pelos sudamericano (Arctophoca australis australis).

Aunque se conoce poco acerca de cuáles especies configuran sus predadores naturales, se han mencionado a las orcas y a los grandes tiburones, como la pinta roja y el cabeza de martillo en el Atlántico, y tal vez el tiburón blanco y el tiburón azul en el Pacífico. Es posible que también sea predado por la foca leopardo, pues ejemplares de esta especie antártica visitan con frecuencia las islas más australes del hábitat reproductivo de este taxón.
Alimentación
Esta subespecie no se caracteriza por explotar el ecosistema costero, como mayormente sí hace el lobo marino de un pelo, sino que para alimentarse se desplaza ampliamente por la plataforma continental, el talud continental, y mares profundos adyacentes, hasta una distancia de 200 millas de sus apostaderos, descendiendo hasta 170 m de profundidad para capturar sus presas. 
La dieta de A. a. australis está compuesta por peces, cefalópodos, y crustáceos. Es un animal oportunista, que preda sobre una amplia gama de recursos, algunos de ellos de importancia comercial.  
En el norte de la Patagonia argentina, el Uruguay, y el sur del Brasil, las presas más importantes fueron la anchoíta (Engraulis anchoita), la corvina rubia (Micropogonias furnieri), la pescadilla (Cynoscion guatucupa), el surel (Trachurus picturatus), la caballa (Scomber japonicus), el calamar (Loligo sanpaulensis), el camarón (Artemisia longinaris), el langostino (Pleoticus muelleri), etc.

### Comportamiento reproductivo
Esta subespecie vive y se reproduce de manera gregaria, generalmente en grandes colonias —denominadas «loberías»—, las que pueden llegar a estar entremezcladas con ejemplares del lobo marino de un pelo. 
Reproductívamente es polígama. En noviembre, los más grandes y fuertes ejemplares machos dejan el mar y se instalan en las colonias de reproducción durante 2 meses, periodo en el cual no se alimentan, sobreviviendo con las reservas de grasa acumuladas en sus cuerpos. Primeramente, delimitan territorios individuales, en los cuales irán incorporando a las hembras, las que arriban a los pocos días. Cada macho dominante logrará acumular, según su poder, una cierta cantidad de hembras, las que pueden sumar entre 5 a 50 para cada uno, aunque lo habitual es entre 10 y 18. Apenas arriban, paren la cría concebida la temporada anterior; generalmente ocurre entre noviembre y diciembre, aunque algunos partos se producen hasta los primeros días de enero. Una semana después de parir, la hembra vuelve a entraren celo y a ser copulada por el dueño del harén que esta integra. El período de gestación se prolonga por aproximadamente 11 meses y 3 semanas, aunque durante 4 meses se retrasa la implantación del óvulo fecundado. Las crías nacen con un peso de 3,4 a 5,5 kg, y un largo de 45 a 60 cm. Su pelaje es muy suave, y de color negro; luego de 3 meses el color se va amarronando. La madre amamanta a la cría por un período aproximado que va de 8 a 12 meses. Lo hace en ciclos que se conforman por uno o dos días en tierra amamantándolo, y 4 o 5 en el mar pescando. A los dos meses las crías ya han aprendido a nadar, en las pequeñas pozas que quedan durante la bajamar. Con los otros cachorros de la colonia comienzan a conformar clanes, los que en forma conjunta incursionarán activamente en las aguas en derredor de la colonia, y permanecerán en la lobería donde nacieron por el lapso de un año. La hembra alcanza la madurez sexual entre los 2 y los 4 años, mientras que el macho lo hace entre los 5 y 6 años, si bien a esa edad aún no está comportamentalmente maduro para formar un harén propio, lo que comienza a lograrlo a la edad de entre 7 y 8 años. Su esperanza de vida es de entre 15 y 20 años, mientras que en la hembra va de entre 23 y 30 años.

## Taxonomía

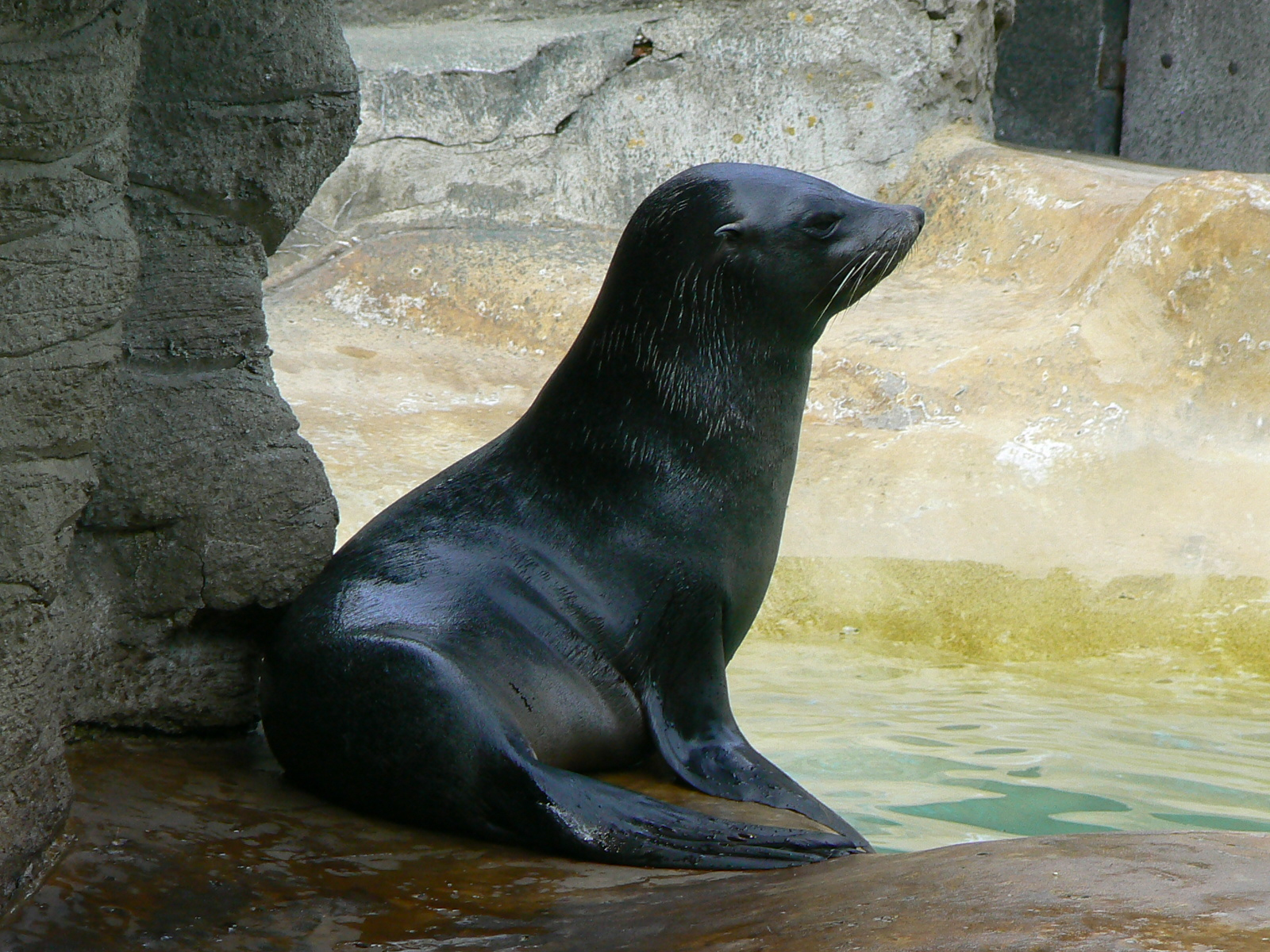
Un ejemplar juvenil de lobo de dos pelos sudamericano.

Durante mucho tiempo fue considerada una buena especie, e integrante del género Arctocephalus pero, en el año 2012, un estudio de las especies de todo el grupo demostró que era correcto separar a varios de los taxones que integraban ese género en otro: Arctophoca, y que el taxón sudamericano era sólo una subespecie, al agruparlo en la especie Arctophoca australis con un taxón de Oceanía, el lobo marino de Nueva Zelanda, el que pasó a ser denominado: Arctophoca australis forsteri, y que habita tanto en el sector sudoccidental del océano Pacífico como en el extremo sudoriental del Índico, en la costa meridional de Australia y en la isla Sur de Nueva Zelanda, así como en pequeñas islas al sudeste de la misma. Un año después, el taxón de Nueva Zelanda fue rehabilitado como especie plena nuevamente.
En el año 1954 fue propuesto la escisión del taxón sudamericano en dos subespecies: A. australis australis para las poblaciones que se reproducen en las islas Malvinas, y A. australis gracilis para las que lo hacen en el continente inmediato. El argumento era que los ejemplares de dichas islas presentas diferencias en el tamaño, el cual es mayor. La validez de esta forma fue discutida, considerándose que las poblaciones del sur y sudeste de Sudamérica pertenecen a un único taxón, lo que fue confirmado en el año 2014.

## Características
Esta subespecie presenta importante dimorfismo sexual: mientras que los machos alcanzan de 1,8 a 2 m de longitud, con pesos de entre 150 y 200 kg, las hembras miden de 1,3 a 1,5 m y pesan de 35 a 60 kg. 
El color dominante en los machos adultos es pardo oscuro, dorsalmente más grisáceos, y ventralmente más canelas. Presentan el cuello mucho más ancho que las hembras, lo que es aumentado por los pelos más largos en la parte posterior de cuello y cabeza, formando una especie de «melena», aunque no llega a ser del volumen que muestra el lobo marino de un pelo, con quien convive. 
Las hembras son esbeltas y delgadas, de coloración gris-oscura, más clara ventralmente; algunas pueden presentar abdominalmente tonalidades gris-rojizas. Las crías son más oscuras.    
Como otros taxones relacionados, presenta dos tipos o capas de pelambre: una externa, constituida por pelos gruesos, cerdosos, largos, y bicolores, y otra interior, formada por pelos finos y cortos, suaves al tacto, y dispuestos de manera compacta en alta densidad, lo que le confiere al animal una adecuada aislación térmica.

## Conservación
Originalmente, esta subespecie fue cazada por las distintas etnias amerindias que compartían su hábitat, aunque estas capturas no comprometían sus poblaciones. Los cazaban para obtener fundamentalmente su carne y grasa, aunque también empleaban sus intestinos, vejigas, esófagos y estómagos para hacer bolsas impermeables, y sus cueros para hacer correas o capas. Con el descubrimiento de sus colonias por barcos foqueros, estos comenzaron a aniquilarlos con el objetivo de obtener su grasa —a la que convertían en aceite— pero en especial para hacerse de sus valiosas pieles, muy demandadas en peletería, esencialmente las de las crías recién nacidas. Si bien la explotación directa ha cesado, la recuperación de esta subespecie es lenta. y la mayor parte de las poblaciones se encuentran en expansión, aún está muy lejos de recuperar su tamaño poblacional original. 
Además, sufre otros problemas de conservación, al interaccionar con todo tipo de pesquerías, generando aumentos de su tasa de mortalidad incidental, causada por diversos artes de pesca, tanto de arrastre como de fondo, y pelágicos, si bien son menores que las que afectan al lobo marino de un pelo, dado que este último posee hábitos alimenticios menos pelágicos que A. a. australis. 
Otro tipo de interacciones con pesquerías es el que se refiere a las ecosistémicas y que dan cuenta de los efectos indirectos de la explotación pesquera sobre las presas que consume este otárido o las que consumen las presas del mismo, alterando de este modo el ecosistema marino.
En el archipiélago de Tierra del Fuego aún es objeto de persecución para emplear su carne como carnada en las trampas para capturar centollas.
Otra amenaza grave para la subespecie son los derrames de petróleo, pues su característica de reproducirse en altas densidades, sumado al sostenido aumento de la explotación hidrocarburífera en el Atlántico sudoccidental, la vuelve vulnerable. Por ejemplo, en febrero del año 1997, un derrame de un buque petrolero frente a las costas marítimas uruguayas causó la muerte de 6000 ejemplares de esta subespecie, mayormente crías.

### Población total y tendencias
Aún no se han efectuado censos integrales del taxón para la totalidad de su rango de distribución, pero se estima entre 350 000 y 400 000 individuos. La mayor población se concentran en algunas islas del Uruguay, país que sumaría unos 250 000 individuos. En la Argentina continental aún la población es relativamente pequeña, pero en lento aumento, estimándose la misma entre 15 000 y 20 000 individuos, mientras que en las islas Malvinas vivirían otros 10 000 a 15 000 individuos. 
En cuanto a las poblaciones del Pacífico, en Chile están tal vez en disminución. 
A nivel mundial, el lobo fino sudamericano debe ser clasificado como de «Preocupación menor». Su comercio internacional está regulado, integrando la categoría CITES II (Convención sobre el Comercio Internacional de Especies Amenazadas de Fauna y Flora Silvestres).
En cuanto a categorizaciones nacionales, en la Argentina está categorizada como de: Riego bajo, dependiente de la conservación (vulnerable), mientras que en Chile se la categoriza como: «Fuera de peligro».